# Servisa Stiftungen
Die Servisa sind mit mehr als 5500 angeschlossenen Unternehmen und über 75‘000 Versicherten eine der grössten Pensionskassen der Schweiz. Servisa vereint zwei unabhängige Stiftungen im Bereich der 2. Säule (Berufliche Vorsorge): die Servisa Sammelstiftung und die Servisa Supra Sammelstiftung.

## Tätigkeitsgebiete
Das Angebot von Servisa richtet sich an Unternehmen, die aufgrund ihrer Firmengrösse, aus administrativen Gründen oder wegen der hohen Komplexität des Themas keine eigene Personalvorsorgestiftung einrichten und betreiben können oder wollen. Die Servisa Sammelstiftung bietet in erster Linie Lösungen im Bereich der obligatorischen Vorsorge – der Basisvorsorge – an, die Servisa Supra Sammelstiftung ergänzende, überobligatorische Lösungen in der Kadervorsorge.
Beide Stiftungen haben zum Zweck die Vorsorge für die Mitarbeitenden der angeschlossenen Unternehmen zu erbringen. Sie werden von unabhängigen Stiftungsräten geführt, die ausschliesslich den Interessen der angeschlossen und Unternehmen und deren Mitarbeitenden verpflichtet sind.

## Geschichte
1973 wurde die Servisa als unabhängige Sammelstiftung durch die damalige Patria Lebensversicherungsgesellschaft (heute Helvetia Versicherungen) und den Verband Schweizerischer Kantonalbanken (VSKB) gegründet. Im Hinblick auf das Inkrafttreten des Bundesgesetzes über die berufliche Alters-, Hinterlassenen- und Invalidenvorsorge im Jahr 1985 – mit dem für alle Unternehmen in der Schweiz eine Pensionskassenlösung obligatorisch wurde – wurde die Servisa Supra Sammelstiftung gegründet, um Produkte im obligatorischen wie im überobligatorischen Bereich anbieten zu können.
Beide Stiftungen wachsen stetig und versichern 2006 zusammen erstmals mehr als 50’000 Arbeitnehmerinnen und Arbeitnehmer in der ganzen Schweiz. Von 2005 bis 2023 firmieren die Stiftungen unter «Swisscanto», einer damals gemeinsamen Marke der Kantonalbanken, bleiben aber weiterhin unabhängig. Anlässlich des 50-jährigen Bestehens der Sammelstiftung kehren die Servisa Stiftungen im Jahr 2023 wieder zurück zum Namen, unter dem sie gegründet wurden.

## Rechtsgrundlagen
Die gesetzlichen Grundlagen bilden das Bundesgesetz über die berufliche Alters-, Hinterlassenen- und Invalidenvorsorge sowie die dazugehörigen Verordnungen. Grundlagen für einen Anschluss an eine Sammelstiftung sind der Anschlussvertrag und dessen integrierende Bestandteile (Stiftungsurkunde, Organisations-, Kosten- und Wahlreglement). Die einschlägigen Reglemente regeln die Beziehungen zwischen den Stiftungen und den versicherten Personen.

## Organisation
Das oberste Organ ist in beiden Stiftungen der jeweilige Stiftungsrat. Der Stiftungsrat der Servisa Sammelstiftung, welche als registrierte BVG-Stiftung den obligatorischen Teil der beruflichen Vorsorge abdeckt, ist paritätisch aus Arbeitnehmer- und Arbeitgebervertretern der angeschlossenen Unternehmen zusammengesetzt. In der Servisa Sammelstiftung und der Servisa Supra Sammelstiftung bilden die Vorsorgekommissionen der angeschlossenen Unternehmen das Bindeglied zwischen den Stiftungen, den Unternehmen und den versicherten Personen.
Die Servisa Sammelstiftung und die Servisa Supra Sammelstiftung sind sogenannte teilautonome Stiftungen. Das bedeutet, dass sie die Risiken Tod und Invalidität bei einem Lebensversicherer (in beiden Stiftungen bei den Helvetia Versicherungen) rückversichern, hingegen über die Anlage der Spargelder autonom bestimmen.
Die Geschäftsführung der Stiftungen erfolgt durch die Helvetia Versicherungen in einer eigenständigen Organisationseinheit. Die administrativen Belange der Servisa Stiftungen werden durch die Geschäftsstelle in Basel betreut. Der Vertrieb der Produkte und Dienstleistungen von Servisa erfolgt vor allem durch unabhängige Broker.
Die Servisa Stiftungen sind Mitglied in den Branchenverbänden ASIP (Schweizerischer Pensionskassenverband) und inter-pension.

## Daten
- Servisa Sammelstiftung: 
 5'123 angeschlossene Unternehmen 
 73'939 versicherte Personen 
 Bilanzsumme: CHF 11.962 Mia.
- Servisa Supra Sammelstiftung: 
 407 angeschlossene Unternehmen 
 2'384 versicherte Personen 
 Bilanzsumme: CHF 350 Mio.

Stand der Zahlen: 31. Dezember 2022